# Los Monegros
Los Monegros – okręg (hiszp. comarca) Hiszpanii, w Aragonii, w prowincji Huesca.

## Podział administracyjny
W skład okręgu wchodzą:
- Albalatillo
- Albero Bajo
- Alberuela de Tubo
- Alcubierre
- La Almolda
- Almuniente
- Barbués
- Bujaraloz
- Capdesaso
- Castejón de Monegros
- Castelflorite
- Farlete
- Grañén
- Huerto
- Lalueza
- Lanaja
- Leciñena
- Monegrillo
- Peñalba
- Perdiguera
- Poleñino
- Robres
- Sangarrén
- Sariñena
- Sena
- Senés de Alcubierre
- Tardienta
- Torralba de Aragón
- Torres de Barbués
- Valfarta
- Villanueva de Sigena